# 阿普斯格羅夫海灘 (佛羅里達州)
阿普斯格羅夫海灘（英語：Upthegrove Beach）是位於美國佛羅里達州歐基求碧縣的一個非建制地區。該地的面積和人口皆未知。

## 地理
阿普斯格羅夫海灘的座標為27°10′33″N 80°43′36″W / 27.17583°N 80.72667°W，而該地的平均海拔高度為4米（即13英尺）。